# Manipel (liturgie)
De Manipel (Latijn: manipulus) is een strookvormige doek die tijdens het celebreren van de Mis aan de linkerarm wordt gedragen. Dit liturgisch kledingstuk werd tot de jaren 1960 algemeen gebruikt in de Katholieke Kerk. In de Nieuwe Liturgie van Paus Paulus VI werd het dragen van de manipel in 1967 met de instructie Tres Abhinc Annos niet langer verplicht. In de Missen volgens de buitengewone vorm van de Romeinse ritus wordt hij nog steeds gebruikt.

## Gebruik
De manipel wordt door de priester - en in de plechtige Mis met assistentie ook door de diaken en subdiaken - gedragen over de linker onderarm op de mouwen van de albe. Hij wordt dichter bij de pols dan bij de elleboog gedragen. De manipel wordt enkel tijdens het celebreren van de mis gedragen, met uitzondering van de preek of homilie. Indien de priester gaat preken vanaf de ambo of vanaf de preekstoel legt hij de manipel over het missaal, het boek met daarin de gebeden van de Mis. Bij de bereiding van de gaven doet de priester de manipel weer aan.

## Symboliek
De manipel staat, als voormalige zweetdoek, in de christelijke symboliek voor de last van het werk in de wijngaard van de Heer. Tevens herinnert hij aan de ontberingen die Jezus Christus moest lijden tijdens zijn aardse leven.

## Geschiedenis
De manipel ontstond al erg vroeg in de liturgische traditie. Ontstaan in de eerste eeuwen van het christendom in Rome was de manipel in de 6e eeuw in West-Europa algemeen verspreid. Hij vindt zijn oorsprong als versierde zweet- en zakdoek die over de arm gedragen werd. In de warme landen van het Middellandse Zeegebied veroorzaakten de in de Oudheid zware gewaden van bisschoppen, priesters, diakens en subdiakens, vaak hevige transpiratie. Met name de bisschop had het in vroeger tijd vaak erg warm door de vele kledingstukken die hij droeg, namelijk: albe, amict, stola, cingel, manipel, dalmatiek én kazuifel, handschoenen, speciale schoenen, bisschopsring, staf en mijter.
In de loop van de ontwikkeling van de liturgie evolueerde de manipel steeds meer naar een rijk versierd kledingstuk en verloor zijn praktische gebruik als zweetdoek. Tezamen met de dikkere en rijkere versiering met onder meer goud en zijde die de liturgische kledingstukken na de middeleeuwen ging kenmerken - de aan de schouderzijde ingekorte Romaanse kazuifels kwamen steeds meer op - werd ook de manipel steeds meer gesteven en veelal versierd met zeer kostbaar goudstiksel.

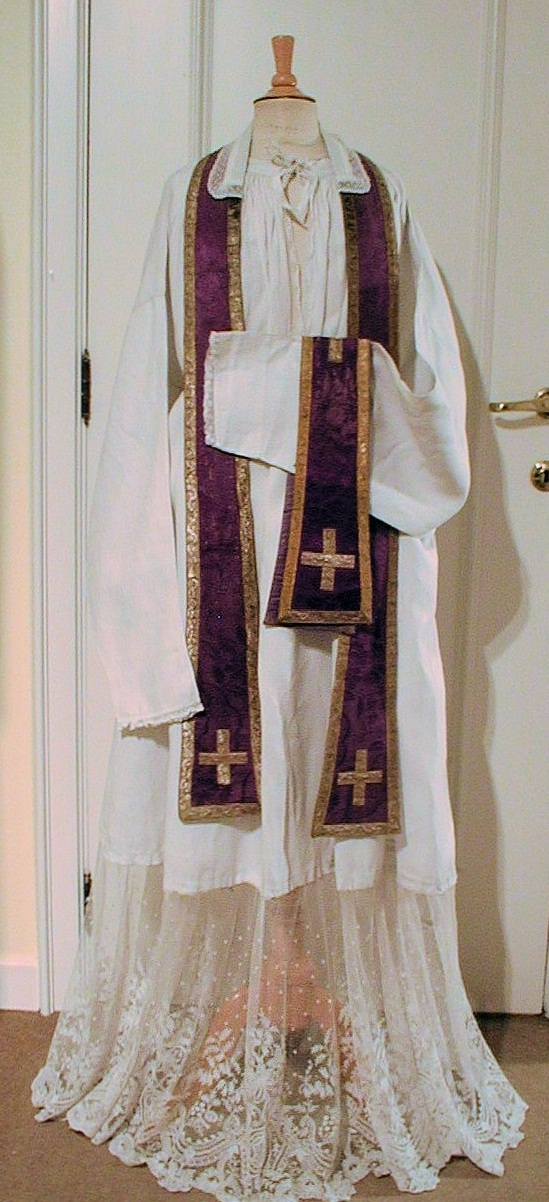
Paarse stola en dito manipel